# Muscle omo-hyoïdien

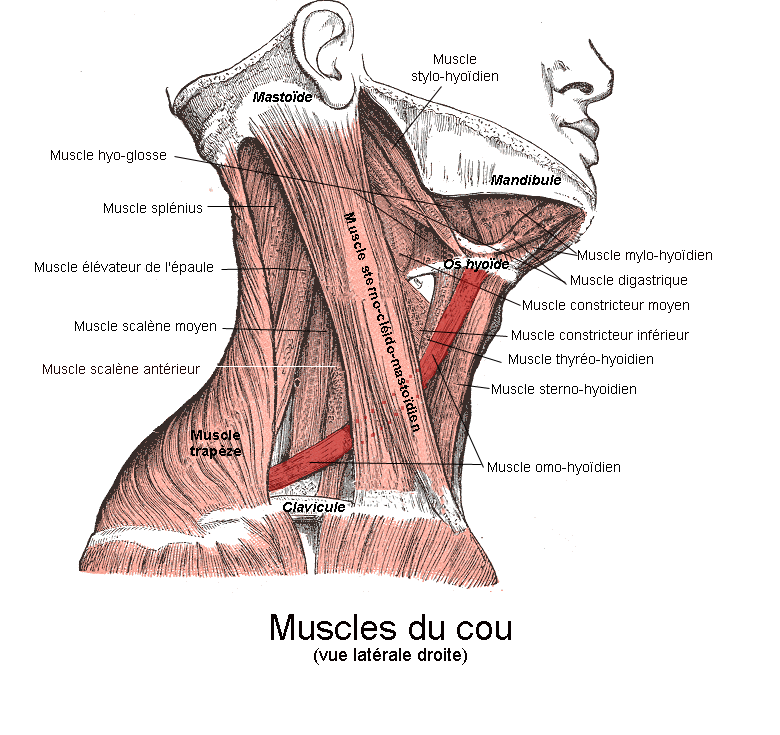
Le muscle omo-hyoïdien.

Le muscle omo-hyoïdien (Musculus omohyoideus en latin) est un muscle infra-hyoïdien qui relie l'os hyoïde à la scapula ayant un rôle accessoire dans les mouvements de la tête et dans la phonation.

## Description
Le muscle omo-hyoïdien est un muscle digastrique.

## Origine
Le ventre inférieur du muscle omo-hyoïdien nait du bord supérieur de la scapula, en dedans de l'incisure scapulaire, voire sur le ligament transverse supérieur de la scapula.

## Trajet
Le ventre inférieur du muscle omo-hyoïdien se dirige obliquement vers le haut, en dedans et vers l'avant, puis il forme un tendon intermédiaire, en dessous du muscle sterno-cléido-mastoïdien, au niveau du bord latéral de la gaine jugulo-carotidienne.
Du tendon intermédiaire le ventre supérieur du muscle omo-hyoïdien s'oriente vers le haut presque à la verticale, en arrière et en dehors.

## Insertion
Le ventre supérieur du muscle omo-hyoïdien se termine sur la partie caudale et latérale du corps de l'os hyoïde ainsi que sur une partie des grandes cornes.

## Variations anatomiques
Le muscle omo-hyoïdien connaît nombreuses variations. Il est décrit en effet de fréquentes insertions de son chef supérieur sur le muscle sterno-hyoÏdien. 
Le tendon intermédiaire a des morphologies très variables. Il est même possible d'avoir une absence de tendon intermédiaire.

## Innervation
L'innervation motrice est assuré par deux rameaux issue de la boucle de l'anse cervicale, un rameau pour chaque chef musculaire. De plus, le nerf accessoire (XI) participe à l'innervation du chef inférieur du muscle omo-hyoïdien.

## Vascularisation
Le ventre supérieur est vascularisé par l'artère thyroïdienne supérieure, le ventre inférieur par l'artère supra-scapulaire. Par ailleurs, la vascularisation veineuse suit la vascularisation artérielle (veine thyroïdienne supérieure et veine supra-scapulaire).

## Action
Le muscle omo-hyoïdien participe à la stabilisation et à la mobilisation de l'os hyoïde et donc à la stabilisation posturale de la tête osseuse.
Le muscle omo-hyoïdien a également un rôle phonatoire par l'abaissement de l'os hyoïde, donc du larynx, et le raccourcissement des cordes vocales (production des basses fréquences).

## Galerie

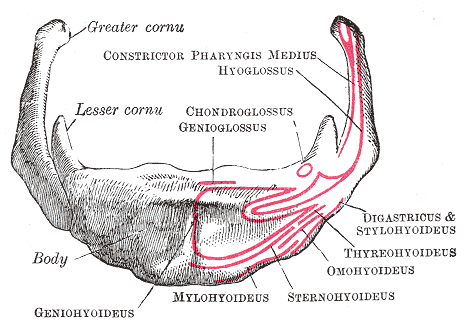
Os hyoïde vue antérieure
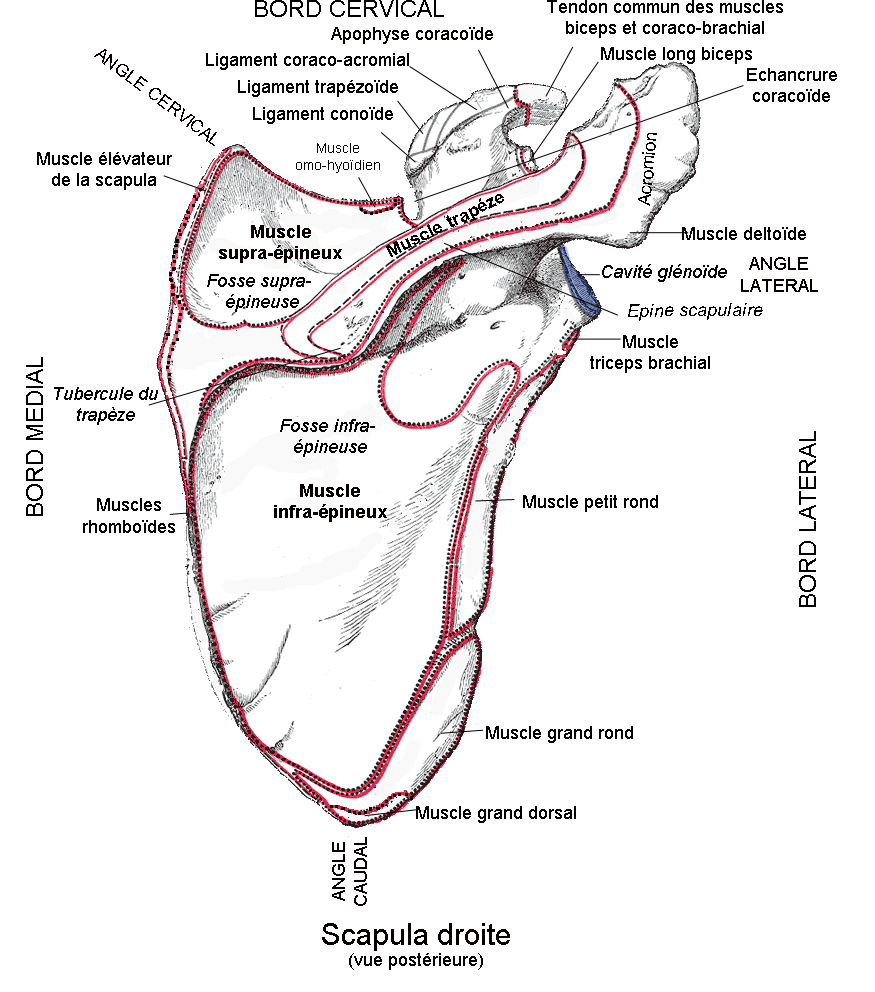
Scapula vue postérieure